# Te Moana O Raukawa Māori
Los Te Moana O Raukawa Māori («maoríes del estrecho de Cook») y los Te Ūpoko o te Ika un Māui Māori («maoríes de la parte baja de la isla Norte») son un grupo de iwis (tribus) maoríes que habitan en alrededor del estrecho de Cook (llamado Te Moana-o-Raukawa), que separa ambas islas neozelandesas: en Manawatu, en Horowhenua, costa de Kapiti y en la capital, Wellington. Incluyen los iwi de Rangitāne, Muaūpoko, Ngāti Raukawa, Ngāti Toa, Te Atiawa ki Whakarongotai, Te Āti Awa y Taranaki Whānui ki te Upoko o te Ika.
El iwi Te Āti Awa también tiene tierras (rohe) en la Isla Sur.